# Lysibia trochanterica
Lysibia trochanterica là một loài tò vò trong họ Ichneumonidae.